# Йонкала (град, Орегон)
Йонкала (на английски: Yoncalla) е град в окръг Дъглас, щата Орегон, САЩ. Йонкала е с население от 1052 жители (2000) и обща площ от 1,6 km². Намира се на 109,7 m надморска височина. ЗИП кодът му е 97499, а телефонният му код е 541.